# Волков, Кирилл Евгеньевич
Кири́лл Евге́ньевич Во́лков (р. 3 декабря 1943, Москва) — советский и российский композитор, лауреат Государственной премии имени М. И. Глинки (1987), народный артист РФ (2013).

## Краткая биография
Родился 3 декабря 1943 года в Москве. Окончил МГК имени П. И. Чайковского по классу композиции у А. И. Хачатуряна в 1967 и в 1969 году под его руководством аспирантуру.
С 1967 года — редактор редакции музыкального театра и симфонической музыки издательства «Советский композитор». С 1979 года был секретарем правления СК РСФСР. Член КПСС с 1975 года. Профессор Российской академии музыки имени Гнесиных, действительный член Петровской Академии наук и искусств.

## Творчество
В числе его сочинений — для оркестра — 2 симфонии (1969 — для меццо-сопрано и оркестра, слова русские народные, 1971 — Памяти Н. Я. Мясковского), симфониетта (для оркестра и 2 баянов, 1965, кантаты для смешанного хора а’capella «Слово» (на строки из «Слова о полку Игореве») и «Тихая моя родина» на слова Н. М. Рубцова, оперы «Мужицкий сказ», «Живи и помни», балет «Доктор Живаго», концерт-картины «Андрей Рублев» для симфонического оркестра и солирующего квинтета духовых инструментов, «Владимирский триптих» для камерного ансамбля, Концерт для оркестра, посвященный юбилею города Халле — родины Георга Генделя, Концерт для квартета арф, флейты, гобоя и струнных, Концерт для баяна и симфонического оркестра, Двойной концерт для меццо-сопрано и виолончели с оркестром и многие другие работы.
Волковым написана музыка более чем к 80 документальным и художественным кинолентам.

## Педагогическая деятельность
Был наставником для зарубежных исполнителей, среди которых: композитор и дирижёр Хорхе Лопес Марин (Куба), Ольга Харрис (США), декан факультета композиции из Уханя Ли Чжаоси (КНР), китайский композитор, работающий в Канаде Пин Чунъян, композитор и педагог Уханьской консерватории Цао Гуаньюй (Китай), композитор Хван Сара (Республика Корея), педагог и композитор Юлия Перевёртова (Германия), Наталья Чеботарёва (Франция), Зорий Файн (Украина).
Среди его учеников, живущих и создающих музыку в России: преподаватель МГИМ им. А. Г. Шнитке Григорий Зайцев (Москва), Алексей Вершинин (Тамбов и Липецк), педагог Российской академии музыки им. Гнесиных, известная своей музыкой для русских народных инструментов Наталья Хондо (Москва), Мурат Туаршев (Карачаево-Черкесия); работающий в области электронно-компьютерной музыки Георгий Фёдоров, Алексей Меньков и многие другие композиторы.

## Сочинения

### Музыка для кино
- 1978 — «Подарок чёрного колдуна»
- 1979 — «Униженные и оскорблённые»
- 1985 — «Матвеева радость»
- 1989 — «По 206-й»
- 1990 — «Очарованный странник»
- 1992 — «Гроза над Русью»
- 1992 — «Сам я — вятский уроженец» (в соавторстве с Вадимом Пожидаевым)
- 1993 — «Русский роман»
- 1993 — «Чёрная акула» (в соавторстве с Вадимом Пожидаевым)
- 2004 — «Возвращение Мухтара»

## Семья
- Сын — Волков, Евгений Кириллович (р. 1975) — хоровой дирижёр, художественный руководитель Государственного академического русского хора им. А. В. Свешникова

## Награды и премии
- Заслуженный деятель искусств РСФСР (1984).
- Государственная премия РСФСР имени М. И. Глинки (1987) — за оперу «Живи и помни», кантаты для смешанного хора без сопровождения «Тихая моя родина», «Слово».
- Приз «Маг танца» (1996) — за балет «Доктор Живаго».
- Народный артист РФ (2013).